# Azuré du mélilot
Polyommatus dorylas
Espèce
L’Azuré du mélilot ou  Argus turquoise (Polyommatus dorylas) est une espèce d'insectes lépidoptères (papillons) de la famille des Lycaenidae, de la sous-famille des Polyommatinae et du genre Polyommatus.

## Dénominations
Polyommatus dorylas Johann Nepomuk Cosmas Michael Denis et Ignaz Schiffermüller en 1775.
Synonymes : Papilio dorylas Schiffermüller, 1775, Papilio hylas Esper, 1793, Papilio argester Bergsträsser, 1779, Plebicula dorylas D., 1775,.

### Noms vernaculaires
L’Azuré du mélilot ou  Argus turquoise se nomme en anglais Turquoise Blue.

### Sous-espèces
- Polyommatus dorylas armenus (Staudinger, 1871) au Caucase (Arménie).
- Polyommatus dorylas castilla (Fruhstorfer, 1910).
- Polyommatus dorylas magna Bálint, 1985 dans le sud de l'Europe[1].

## Description
C'est un petit papillon qui présente un dimorphisme sexuel, le dessus du mâle est bleu bordé d'une fine ligne grise, celui de la femelle est marron, orné d'une ligne submarginale de larges macules orange qui borde les postérieures et une partie des antérieures. Les deux ont leurs ailes bordées d'une frange blanche.
Leur revers est ocre clair marqué d'une ligne blanche aux postérieures, orné de points noirs cerclés de blanc et d'une ligne submarginale de lunules blanches centrées d'un point noir et surmontées d'orange.

## Biologie
Les chenilles sont soignées par des fourmis, Lasius alienus, Mirmica scabrinodes et Formica cirenea.

### Période de vol et hivernation
Il hiverne à l'état de jeune chenille.
Il vole en deux générations en mai juin puis juillet/août mais en altitude il est univoltin.

### Plantes hôtes
Ses plantes hôtes sont Anthyllis vulneraria ainsi que des Melilotus, Trifolium, Thymus, Medicago,.

## Écologie et distribution
Il est présent en Europe (nord de l'Espagne et de l'Italie, le sud et le sud-est de la France, sud-est de l'Allemagne et tout l'est de l'Europe), en Turquie et en Asie Mineure,.
En France il est présent dans la moitié sud-est, dans la plupart des départements à l'est d'une ligne allant de la Dordogne et la Côte-d'Or

### Biotope
Il réside dans les lieux fleuris, les prairies alpines et subalpines.

### Protection
Espèce menacée en France.